# Искушение святого Антония (картина Дали)
«Искушение святого Антония» (исп. La tentación de San Antonio) — картина испанского художника-сюрреалиста Сальвадора Дали, написанная в 1946 году. Хранится в Королевском музее изящных искусств в Брюсселе. Работа является предшественником произведений Дали, входивших в широко известный «классический период», или «Ренессанс Дали».

## История
Дали написал картину «Искушение святого Антония» в 1946 году для конкурса по созданию образа искушаемого святого для фильма, снятого по мотивам новеллы Ги де Мопассана «Милый друг» американским кинорежиссёром Альбертом Левиным. Это был единственный художественный конкурс, в котором участвовал Дали. В конечном счёте автором картины, выбранной для фильма, стал художник-сюрреалист Макс Эрнст.
Картина содержит множество сюрреалистических элементов, характерных для работ Сальвадора Дали. Работа стала первым произведением, отразившим интерес художника к пространству между Небом и Землей. В настоящее время картина находится в Королевском музее изящных искусств Бельгии.

## Описание
Картина «Искушение святого Антония» написана масляными красками на холсте. На ней изображен пустынный пейзаж: линия низкого горизонта с высокими облаками и тёмными тёплыми тонами в лазурном небе. Фигура Святого Антония опускается на колени в левом нижнем углу, в правой руке он держит крест. Человеческий череп лежит у его правой ноги. Парад слонов во главе с конём приближается к преподобному Антонию. Слоны несут символические предметы, представляющие искушение: статую обнажённой женщины, стоящей в чаше желания, обелиск, небольшое сооружение с фрагментом обнажённого женского тела и башню. Животные изображены с длинными, веретенообразными ногами, что делает их образ невесомым. На заднем плане можно увидеть монастырь Эскориал.

## Анализ картины
Антоний Великий — реально существовавший отшельник, живший в пустыне III-IV веках. Практически каждую ночь к праведнику являлся Сатана и, искушая его, насылал всевозможные соблазняющие, греховные видения. Картина отображает момент противостояния Святого Антония искушениям. В этом деле ему помогает крест — символ несокрушимой веры отшельника. Нагое тело святого олицетворяет его слабость.
Фокусом работы является парад животных, расположившийся в центре картины. Возглавляющая парад лошадь олицетворяет силу, сладострастие и могущество. Далее зритель видит слонов, каждый из которых несет на себе плоды искушения. Первый слон с левой стороны несёт на спине золотую чашу похоти, в которой стоит обнажённая женщина, подчёркивая своим образом эротический характер композиции. Слон посередине несет обелиск — символ власти, напоминающий работу знаменитого скульптора из Рима Бернини. Два последних слона обременены венецианскими зданиями в стиле Палладио. На заднем плане также присутствует слон, несущий высокую башню с фаллическими обертонами, а в облаках можно увидеть несколько фрагментов Эскориала, символа закона и духовного порядка. Ноги слонов изображены гротескно худыми и вот-вот могут сломаться и обрушить на святого грехи.
Дали полагал, что многие предметы обладают духовной силой, и хотел запечатлеть её в своей живописи; такие представления были навеяны художнику его увлечением атомной энергетикой, в частности, атомной бомбой, которую он находил особенно мистической и мощной. Данное полотно является первой из работ Сальвадора Дали, в которой автор проявил интерес к таким темам, как левитация и нейтрализация гравитации, и «… стал сочетать в своих работах спиритуализм, классическую живопись и образы атомной эры».